# The Bride with White Hair
The Bride with White Hair is een fantasyfilm uit 1993 in twee delen; The Bride with White Hair 1 en 2. De films werden gemaakt in Hongkong onder regie van Ronny Yu.

## Alternatieve titels
- Jiang-Hu: Between Love and Glory
- 白发魔女传 (The Bride With the White Hair in Chinese karakters)
- 白髮魔女傳 (Legend of the White-Haired Demoness in Chinese karakters)

- Verhaal Deel 1

Yi Hang is erfgenaam van de troon van de Wu Tang Clan. Hij wordt verliefd op Lien, een wees die is grootgebracht bij een vijandelijke sekte. Ze zijn beide ook de beste vechters van hun clan. Sommige clanleden zien hun liefde niet zitten en er wordt samengezworen om de twee geliefden tegen elkaar op te zetten.
- Verhaal Deel 2

Lien is door tegenstanders vergiftigd waardoor ze waanzinnig is geworden en wit haar heeft gekregen. Ze is bezig alle leden van de acht grote clans uit te roeien. Ondertussen wacht haar geliefde Yi Hang hoog op de Shin Fung berg tot een zeldzame bloem gaat bloeien, waarvan een tegengif gemaakt kan worden. Intussen heeft Lien de vrouw van Yi Hang's neef Kit ontvoerd. Lien wil deze Lyre hersenspoelen zodat ze tegen haar eigen man zal vechten.

## Rolbezetting
Hoofdpersonages:
| Acteur        | Personage                            |
| ------------- | ------------------------------------ |
| Brigitte Lin  | Lien                                 |
| Leslie Cheung | Yi Hang                              |
| Francis Ng    | mannelijk deel van Siamese tweeling  |
| Elaine Lui    | vrouwelijk deel van Siamese tweeling |
| Eddy Ko       | generaal Wu                          |
| Christy Chung | Moon                                 |
| Joey Maan     | Lyre                                 |
| Sunny Chan    | Kit                                  |